# Microrregión del Salgado
La microrregión del Salgado es una de las microrregiones del estado brasileño del Pará perteneciente a la mesorregión Nordeste Paraense. Su población fue estimada en 2006 por el IBGE en 238.830 habitantes y está dividida en once municipios. Posee un área total de 5.784,561 km².

## Municipios
- Colares
- Curuçá
- Magalhães Barata
- Maracanã
- Marapanim
- Salinópolis
- Son Caetano de Odivelas
- São João de la Punta
- São João de Pirabas
- Tierra Alta
- Vigia

- Datos: Q2442106